# Mezei kökörcsin

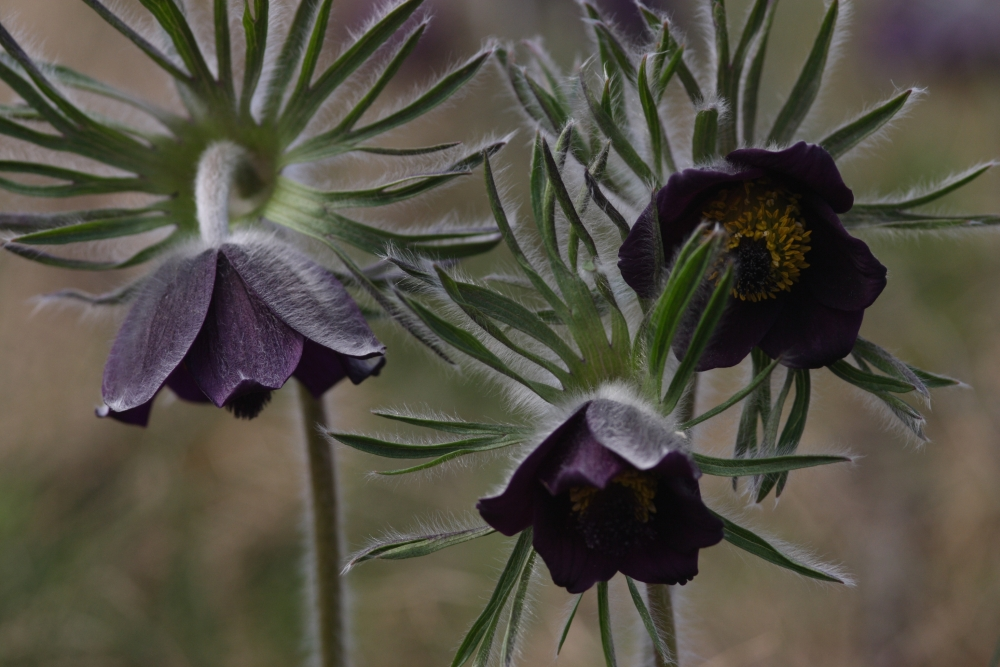
Fekete kökörcsin (P. pratensis subsp. nigricans alfaj)

A mezei kökörcsin (Pulsatilla pratensis) a boglárkafélék családjába tartozó növényfaj. Közép- és Kelet-Európa száraz rétjein, világos fenyőerdeiben nő.

## Jellemzői
Lágy szárú, évelő, selymesen-borzas növény. 8–30 cm magasra nő meg. Levelei tőrózsásak, csak a virágok elnyílta után jelennek meg. Két- vagy háromszorosan szárnyalt levelei szálas-lándzsásak. A száron 3 fellevél található. Virágai bókolók, 2–3 cm átmérőjűek. A visszahajló csúcsú lepellevek 15–25 mm-esek, másfélszer hosszabbak a porzónál. Csoportos aszmagtermése van, a terméskék bibeszála tollas.

## Életmódja, termőhelye
Március–májusban virágzik. Magyarország több tájegységén megtalálható növényfaj, többek között a Bakony északi részén is él.

## Alfajai
Négy alfaja ismeretes:
- Pulsatilla pratensis subsp. pratensis
- Pulsatilla pratensis subsp. bohemica Skalický
- Pulsatilla pratensis subsp. hungarica Soó – magyar kökörcsin;  fokozottan védett, értéke 100 000 Ft
- Pulsatilla pratensis subsp. nigricans – fekete kökörcsin (Störck) Zämelis; védett, értéke 10 000 Ft.[5] Egyes szerzők[6] szerint önálló faj (Pulsatilla nigricans).

A Pulsatilla pratensis subsp. hungarica, vagy magyar kökörcsin Magyarországon endemikus, védett növény. Nyílt homokos síkokon fordul elő, kerüli a meszes talajt. A Nyírségben és a Bodrogközben nő.
Régebben a mezei kökörcsin alfajának tekintették az Erdélyből is ismert hegyi kökörcsint P. pratensis subsp. zimmermannii néven, de erről a Mátrában, a Bükk-vidék csúcsrégiójának déli részén és a Zempléni-hegységben előforduló taxonról kiderült, hogy nem azonos a valódi hegyi kökörcsinnel (Pulsatilla montana), hanem ennek és a fekete kökörcsinnek az introgressziója. Azóta ezt a taxont Zimmermann-kökörcsin (Pulsatilla zimmermannii) néven önálló fajnak tekintik.

## Hatóanyagai
A friss növényben protoanemonin található, ami szárításkor anemoninsavvá alakul, továbbá triterpén-szaponinok.

## Felhasználása
A többi kökörcsin fajhoz hasonlóan frissen szedve mérgező, a bőrt irritálhatja. Fekélyek és szemgyulladás kezelésére használják.

### Homeopátia
Változó, helyüket változtató tünetek és bő, sűrű, sárgászöld, nyálkás váladékok szere. Hideg, friss levegőn javulnak a tünetei, ágymelegben és zsíros ételtől rosszabbodnak. Gyakorta használják sírós, nyűgös, érzékeny gyermekeknél.